# Sylvesterkapelle (Goldbach)

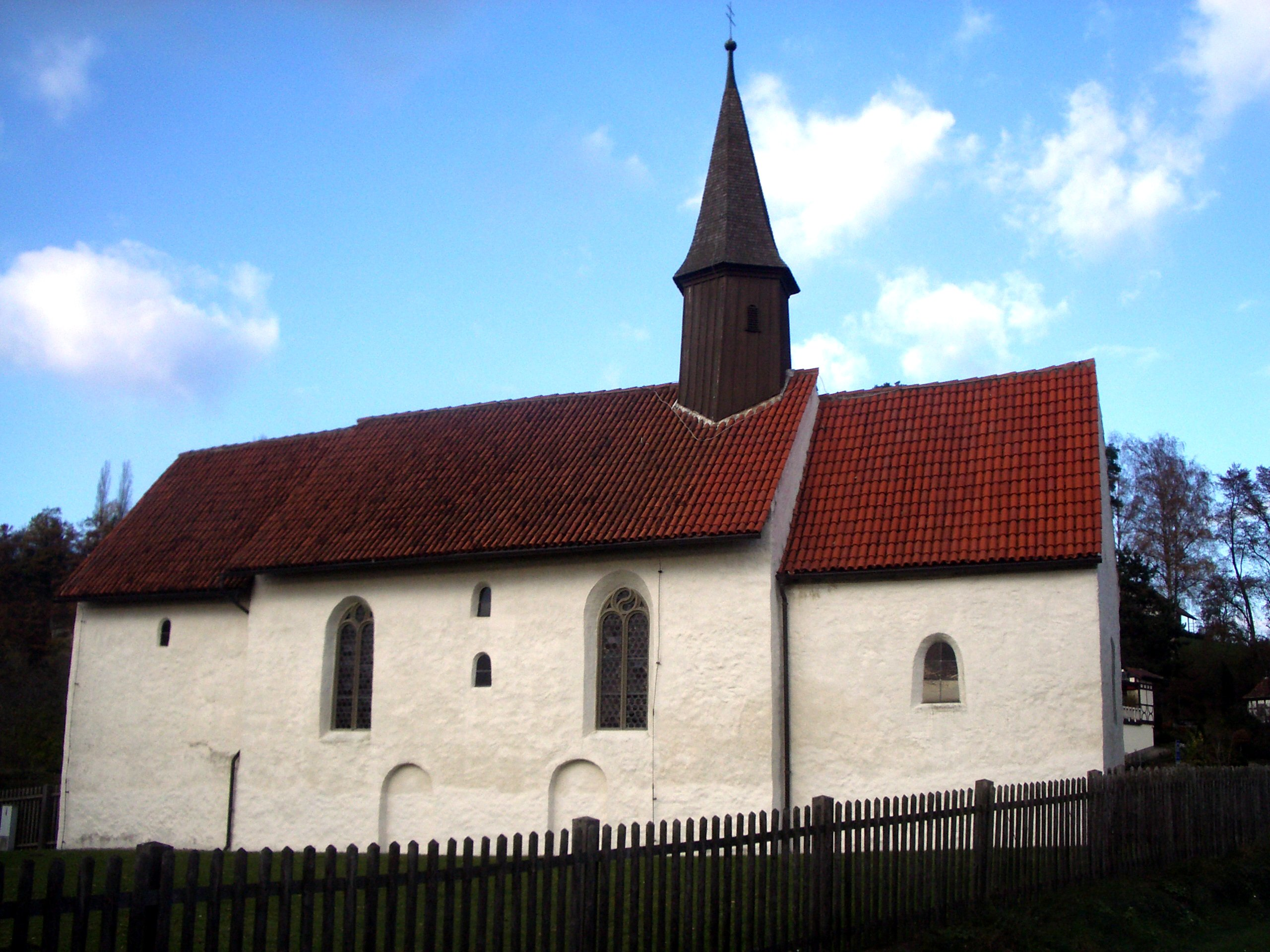
Goldbacher Sylvesterkapelle von Süden (vom Bodenseeufer her, rechts der Chor)

Die Sylvesterkapelle südlich vor Goldbach, einem Stadtteil von Überlingen am Bodensee, Bodenseekreis, Baden-Württemberg ist eine kleine vorromanische Kirche am Bodenseeufer westlich der Stadt. Sie gehört zur Seelsorgeeinheit Überlingen im Dekanat Linzgau der Erzdiözese Freiburg.
Bedeutend sind ihre Wandmalereien aus der Zeit der Karolinger aus der Mitte des 9. Jahrhunderts, welche als die ältesten im Bodenseeraum gelten dürfen, sowie ein ottonischer Bilderzyklus mit Szenen aus dem Leben Jesu Christi aus dem frühen 10. Jahrhundert. Die Fresken sind verwandt mit denen der Georgskirche (Reichenau-Oberzell), wenn auch schlechter erhalten, und stammen von Malern aus dem Kloster Reichenau.

## Lage
Die kleine Kirche steht am Ufer des „Überlinger Sees“ auf einem kleinen Landvorsprung südlich der Bahnstrecke Stahringen–Friedrichshafen; ein beschrankter Bahnübergang für Fußgänger führt direkt zum Gebäude.
In den 1890er Jahren fiel die Silvesterkapelle beinahe dem Bau der Bahnstrecke Stahringen–Friedrichshafen zum Opfer, die jetzt unmittelbar nördlich verläuft. Ebenfalls nördlich verläuft der Bodensee-Rundweg und entlang der Bahnstrecke die heutige L 195c bzw. „Bahnhofsstraße“ (-> Bahnhof Überlingen Therme).
Unmittelbar westlich der Kapelle fließt der aus dem „Spetzgarter Tobel“ kommende Killbach die letzten Meter vor seiner Mündung in den Bodensee.

## Geschichte

### Gründung und erste Ausstattungsphase

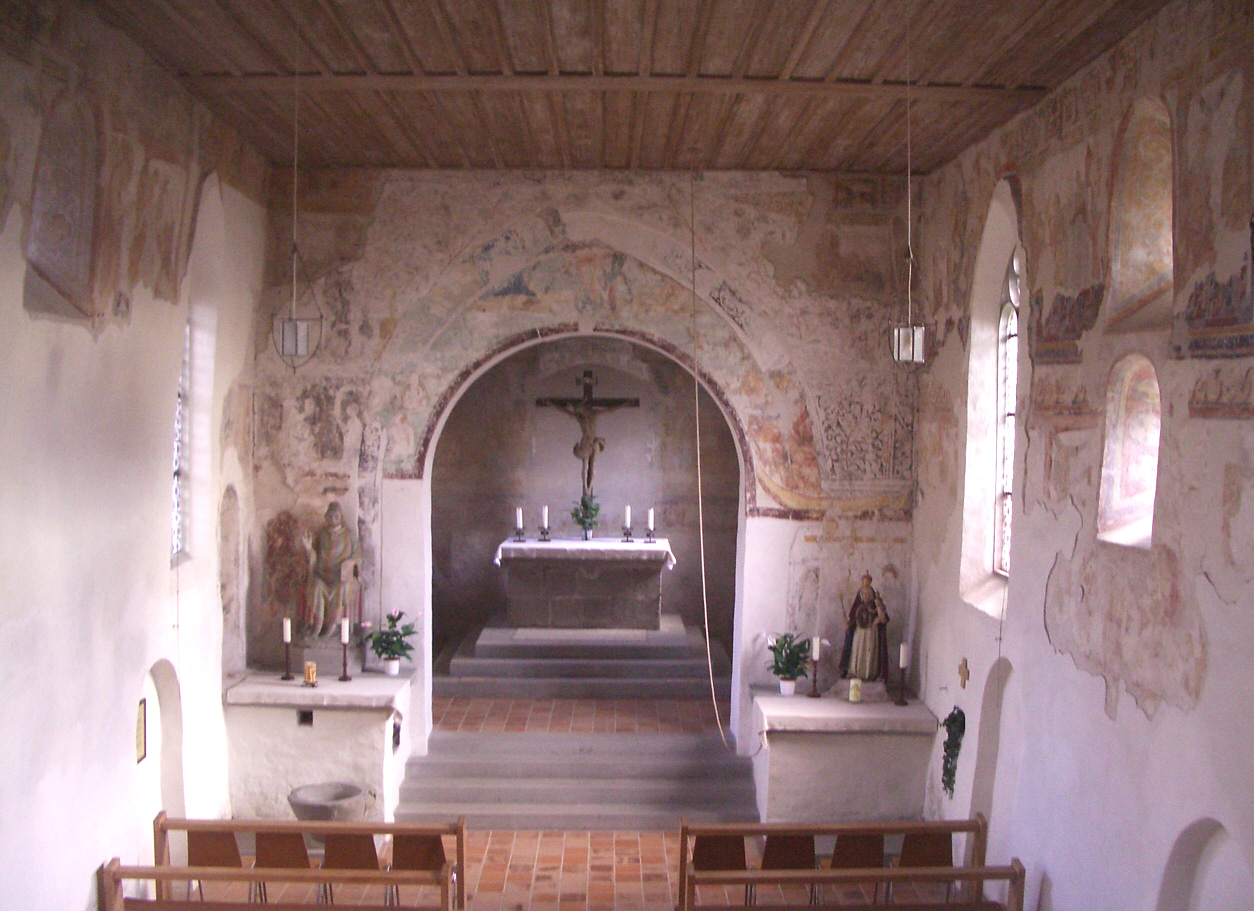
Innenraum, Blick nach Osten

Das Baudatum der Kapelle ist nicht genau gesichert. Nach neuester Ansicht wurde die Kapelle um das Jahr 840 von einem alamannischen Grafen namens Alpger (Albgar) gestiftet und mit Reliquien des Marcianus (auch: Martianus) ausgestattet, dem ersten Bischof von Tortona und frühchristlichen Märtyrer. Bei Graf Alpger handelt es sich vermutlich um einen Adeligen aus dem Linzgau, der zunächst Ratgeber am Hof Pippins in Italien und ab 810 bei Karl dem Großen war und der 842 einen großen Teil seiner Güter, die er in Italien besaß, dem karolingischen Kloster Sant'Ambrogio bei Mailand schenkte. Walahfried Strabo (809–849), ein Reichenauer Abt, Diplomat und Dichter, lieferte für die Kapelle ein Widmungsgedicht. Alpger und Walahfried, der auch als Diplomat am karolingischen Hof tätig war, dürften sich persönlich gekannt haben. Mönche des Klosters Reichenau schmückten den Innenraum mit einem perspektivisch wirkenden Mäanderornament unterhalb der Decke sowie der Widmungsinschrift Walahfrieds. Ob es auch einen Bilderzyklus mit Stationen aus dem Leben des Heiligen gab, ist nicht bekannt.
Die Pfarrkirche verdichtete im frühen Mittelalter das Netz der Pfarreien am Ostufer des Überlinger Sees, zusammen mit der Pfarrei St. Michael (Aufkirch), der für Überlingen zuständigen Pfarrkirche, sowie der Pfarrei Seefelden, die möglicherweise bereits im 7. Jahrhundert im Zuge der ersten Christianisierung durch das Fränkische Reich entstanden war. Sie gehörten zum Bistum Konstanz.

### Zweite Ausstattungsphase

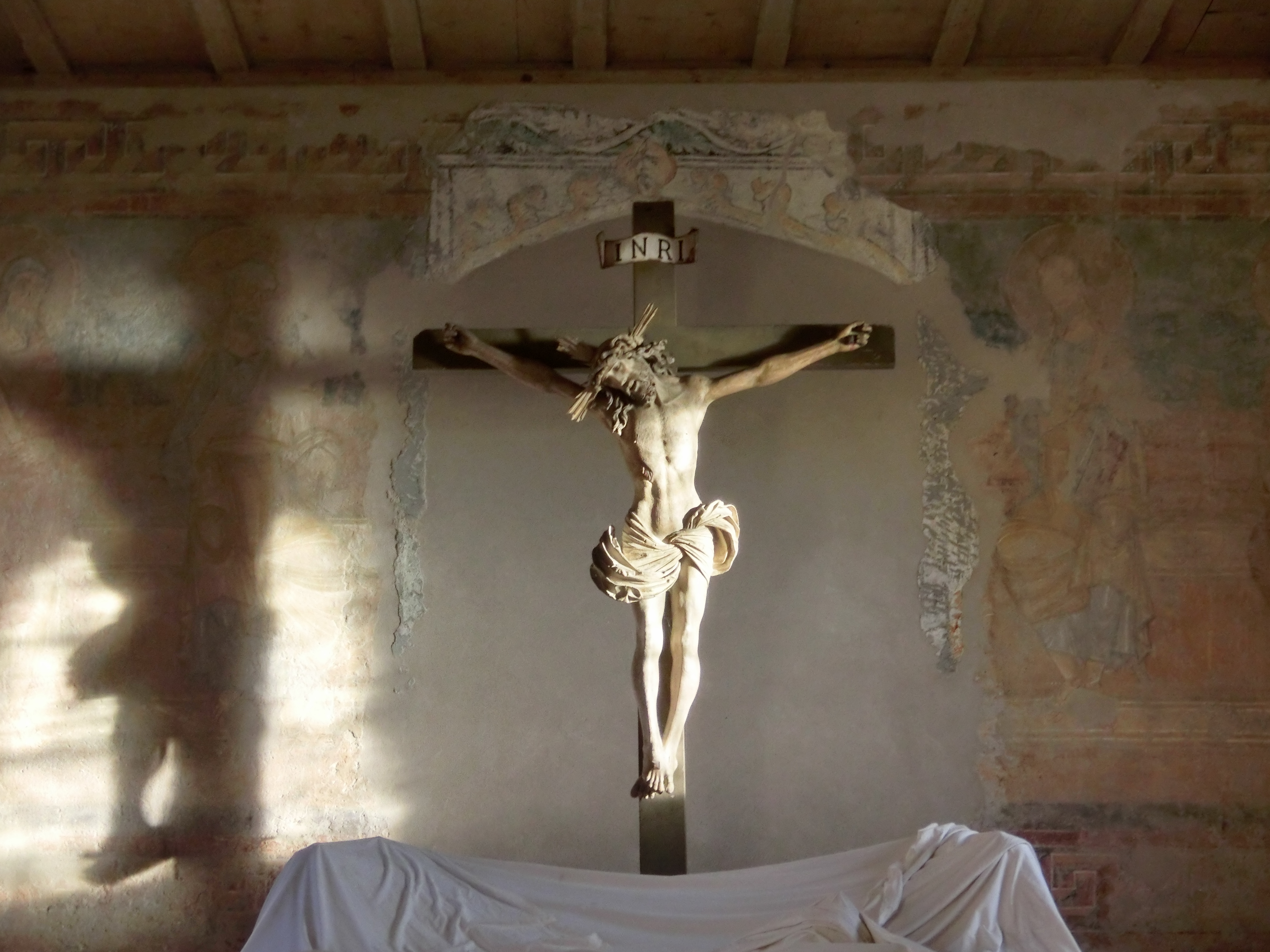
Kruzifix

Die ottonischen Fresken entstanden 100 bis 150 Jahre nach der Gründung, als man die Kapelle um 2,20 Meter erhöhte und im Osten mit einem Chorraum versah. Stifter dieses Umbaus war möglicherweise das hochadelige Ehepaar Winidhere und Hiltepurg, die auf einem Stifterbild über dem Chorbogen dargestellt sind. Diese Erweiterung wird auf das frühe 10. Jahrhundert datiert (nach älterer Ansicht auf das späte 10. Jahrhundert). Durch die Aufstockung war Platz für einen großzügigen Zyklus von Wandmalereien, die das Leben Jesu darstellten. Im Chor entstand ein Kreis der zwölf Apostel auf Sitzbänken mit Christus in ihrer Mitte. Die Fresken wurden ebenfalls von Mönchen des Klosters Reichenau gefertigt, möglicherweise von derselben Gruppe von Malern, die die dortige Georgskirche ausstatteten. Die Wandmalereien wurde als Fresko auf eine frische Putzschicht aufgetragen, die die älteren Malereien vollständig überdeckte. Zudem wurde eine Reihe von Fenstern eingebaut; die ursprünglichen, niedriger gelegenen Fenster wurden vermauert.
Im Laufe der folgenden Jahrhunderte veränderte sich das Bauwerk mehrfach. Im 14. Jahrhundert öffnete man die Ostwand des Chors und baute drei Fenster sowie eine Sakramentsnische in der Nordwand ein. Um diese Zeit wechselte auch das Patrozinium zum Hl. Silvester. Im 15. Jahrhundert verschmolz man den quadratischen Vorbau mit dem Kirchenschiff, das auch Fenster mit gotischem Fischblasenornament erhielt, und baute den Chorbogen zum Spitzbogen um. Im 16. Jahrhundert folgte ein Maßwerkfenster an der Südwand des Chors, durch das dieser mehr Licht erhielt. Im 17. Jahrhundert wurde der gotische Chorbogen wieder abgerundet. Vier Mal wurde der Innenraum der Kirche zwischen dem 14. und 18. Jahrhundert überstrichen und teilweise mit neuen Malereien ausgeschmückt. Der schlechte Zustand der meisten Wandbilder ist auf diese Umbaumaßnahmen zurückzuführen.

### Wiederentdeckung des Kirchenschmucks
Die Wandmalereien der Apsis wurden erst 1899, die des Langhauses 1904 wiederentdeckt, in einer Zeit, in der überall in Kirchen des Bodenseeraums nach karolingisch-ottonischen Malereien gefahndet wurde. Erst zwei Jahrzehnte zuvor waren jene der Georgskirche entdeckt worden. Bis dahin hatte das Kirchlein in Goldbach als unbedeutender spätgotischer Bau gegolten. Zwischen 1899 und 1905 legten die Überlinger Maler und Restauratoren Mezger die Wandbilder des Chors und des Schiffs wieder frei. Bereits 1902 erschien der erste Bildband der neu entdeckten Fresken. 1958 wurden sie erneut gereinigt und fixiert. In jüngster Zeit wurden erneut Fragmente von Fresken aufgedeckt und restauriert. Trotz der Bemühungen gingen jedoch durch die Umbauten und notwendigen Zerstörungen der Putzschichten bei der Restaurierung Teile der Fresken für immer verloren.

## Architektur

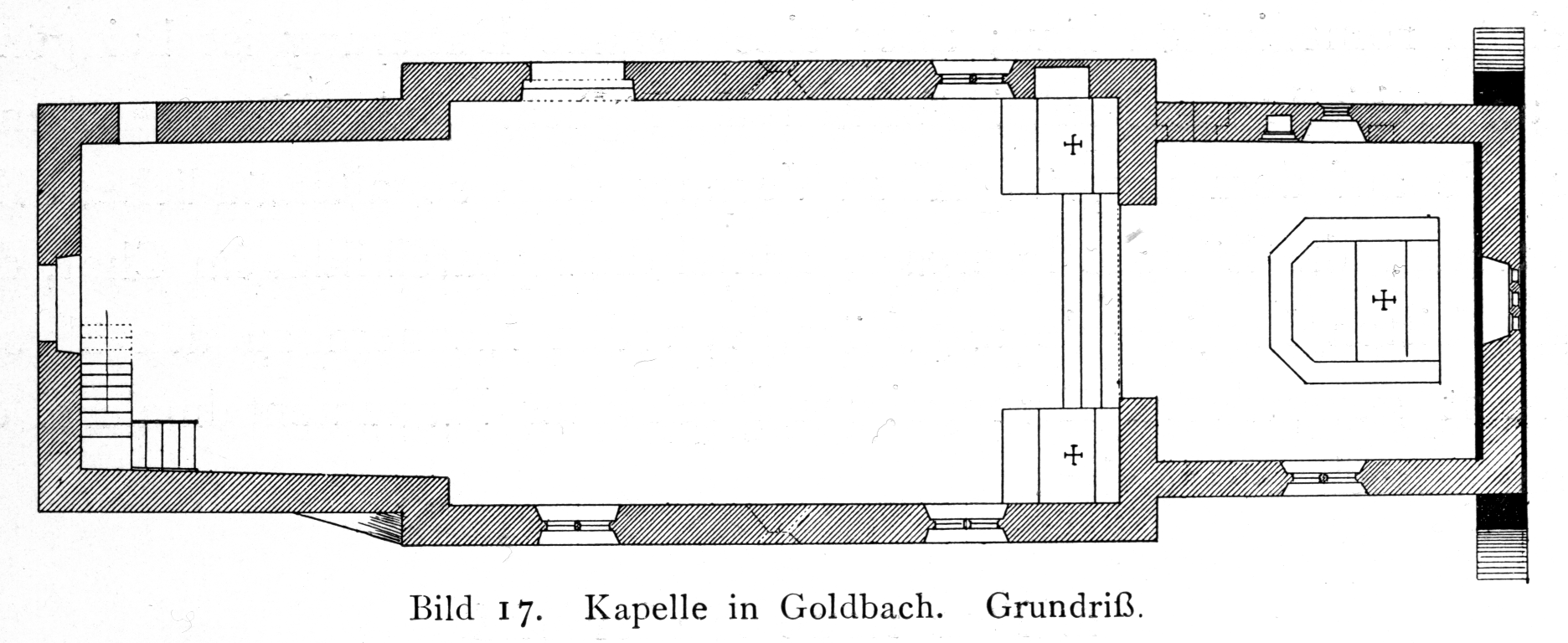
Grundriss

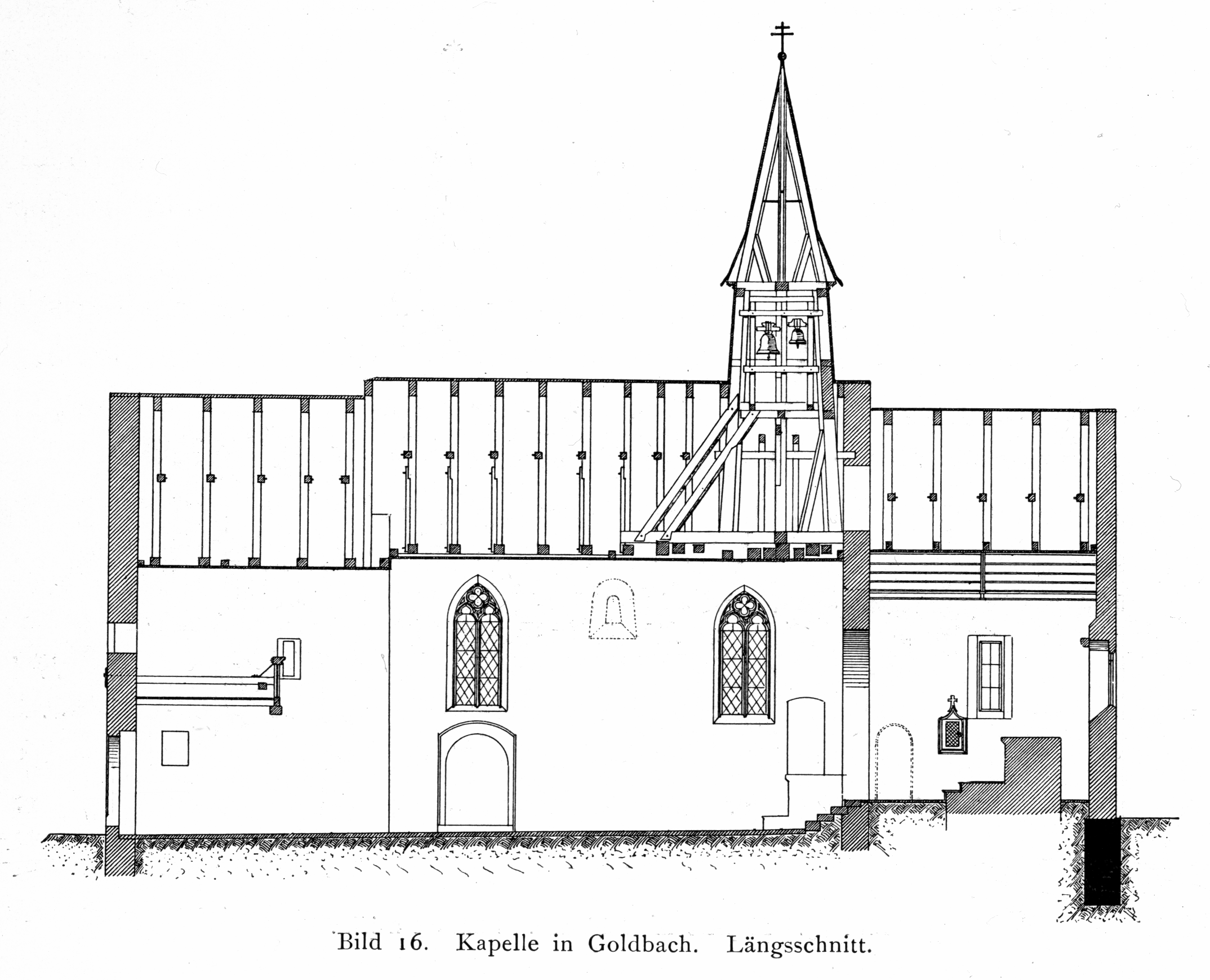
Längsschnitt

Das Kirchenschiff (6,2 × 10,2 m) ist architektonisch sehr schlicht. Die Südwand hat zwei hohe gotische Fenster mit Fischblasenornament sowie dazwischen zwei kleinere, übereinander stehende Fenster. Im unteren Bereich der Wand sind die alten Fensternischen erhalten, die vor der Erhöhung der Mauern im 10. Jahrhundert als Fenster dienten. Die Fenster der Nordwand sind ungefähr symmetrisch zur Südwand; allerdings gibt es hier statt zwei nur ein kleines mittiges Fenster im Bereich des oberen Bilderfrieses. Der hintere Teil des Kirchenschiffs, die frühere Vorhalle, ist etwas eingezogen und enthält über dem Eingang im Westen eine kleine hölzerne Empore. Der Raum besitzt eine flache Holzdecke.
Der Chorgrundriss ist annähernd quadratisch (4,9 × 4,8 m) und wurde im 10. Jahrhundert ergänzt. An der Südwand findet sich ein parabolisches Fenster, das auf das hohe Alter der Kirche hindeutet.
Zum Chorraum führen drei flache Stufen unter einem Rundbogen. Links und rechts der Stufen steht jeweils ein Eckaltar; auf dem linken eine Skulptur vermutlich des Marcianus oder, weniger wahrscheinlich, des Hl. Silvester,  aus dem 14. Jahrhundert, rechts eine Marienfigur.
Auf dem vorderen Teil des Langhauses sitzt ein Dachreiter auf, der die Glocke eines unbekannten Gießers aus dem 14. Jahrhundert enthält. Sie hat einen Durchmesser von 420 mm und schlägt auf dem Ton d′′′ an.

## Wandgemälde

### Lateinische Inschrift

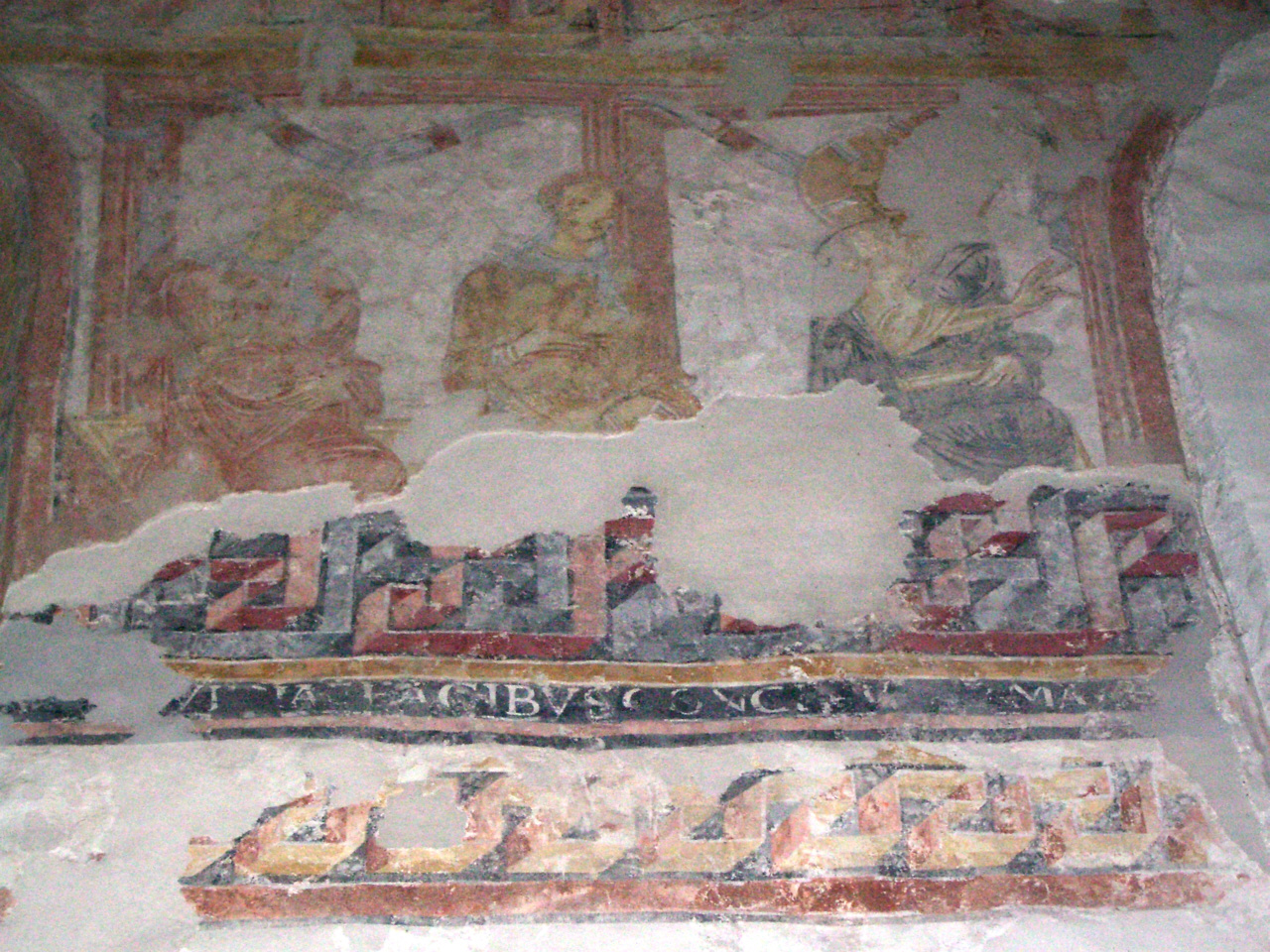
Christus im Streitgespräch. Südwand, obere Bildreihe; Widmungsinschrift

Die älteste Wandbemalung der Sylvesterkapelle stammt aus der Zeit der Karolinger und dürfte um 840 entstanden sein, direkt nach dem Bau der Kirche. Es handelt sich um ein Mäanderornament, das ursprünglich direkt unterhalb der Decke rund um den Kirchenraum lief, und darunter ein Inschriftenband in Kapitalisbuchstaben. Der perspektivisch wirkende, kompliziert gegliederte Mäander ist ein häufiges Gestaltungsmittel der Reichenauer Schule, das auch in der Reichenauer Georgskirche und im Konstanzer Münster zu finden ist.
Bei der Inschrift handelt es sich um ein lateinisches Gedicht in Pentametern aus der Feder des Reichenauer Abtes Walahfried Strabo. In der Kapelle selbst sind 53 Buchstaben erhalten, darunter als zusammenhängende Wörter: „SED SATANAS NON“ … „[IN]VIDIAE FACIBVS CONCITVS ARME LE[VAT]“. Die vollständige Dichtung ist in einer Handschrift aus dem Kloster Fulda (Reg. lat. 496) aus dem Jahr 850 überliefert. Sie preist den Märtyrer Marcianus, den ersten Bischof und Stadtheiligen von Tortona. Es spricht zudem von dem Grafen Alpger, der „diese Kirche mit Hilfe Gottes errichtet“ und unter den Schutz des Heiligen gestellt habe. Das Gedicht steht in besagter Schriftensammlung unter dem Titel „in ecclesia sancti martiani. In golhdbah“ („In der Kirche des Heiligen Marcianus in Goldbach“), war also eindeutig für diese Kapelle intendiert.

### Stifterbild

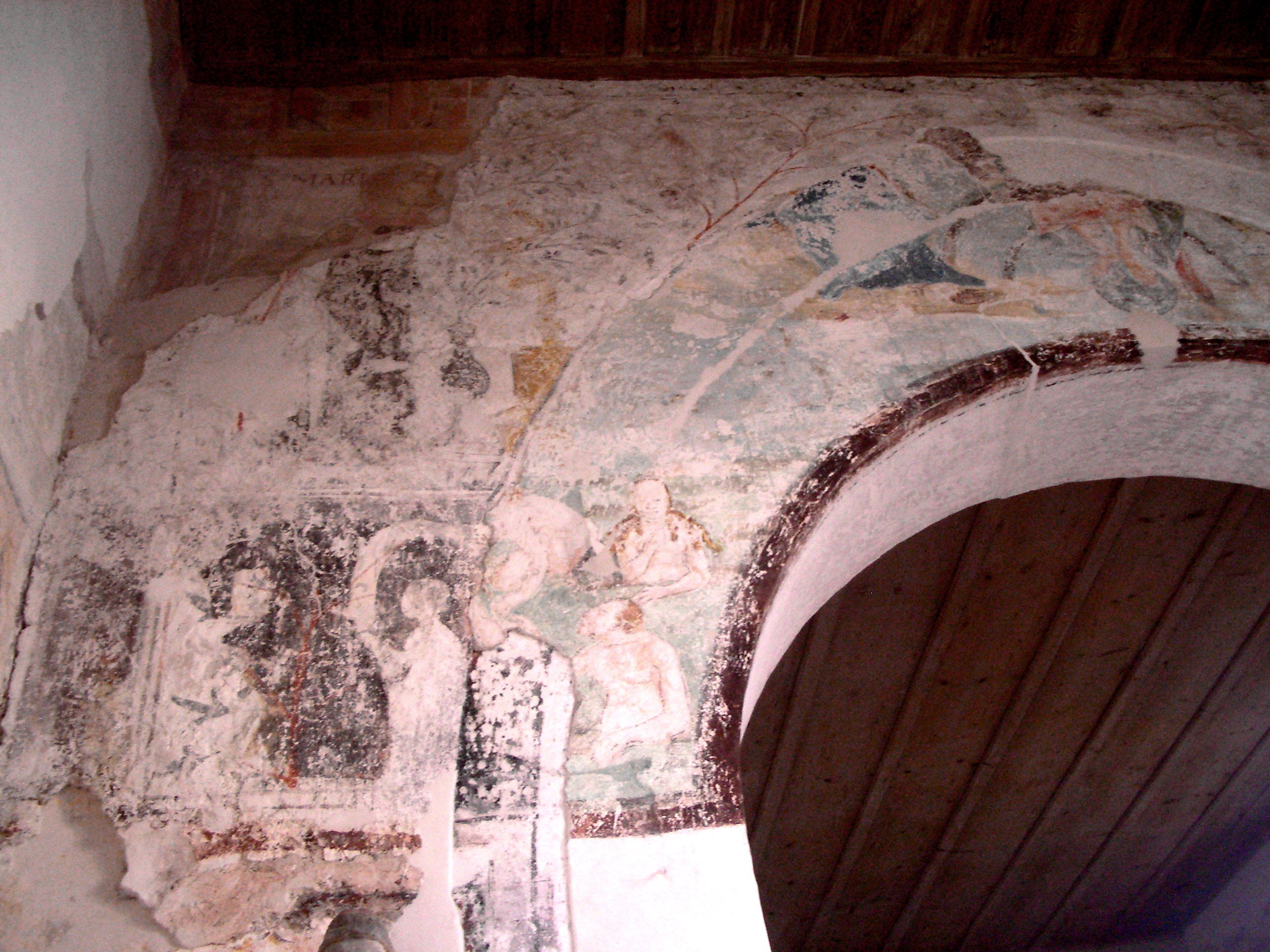
Linker Chorbogen; im oberen Bereich Reste der Stifterin „Hilteburg“

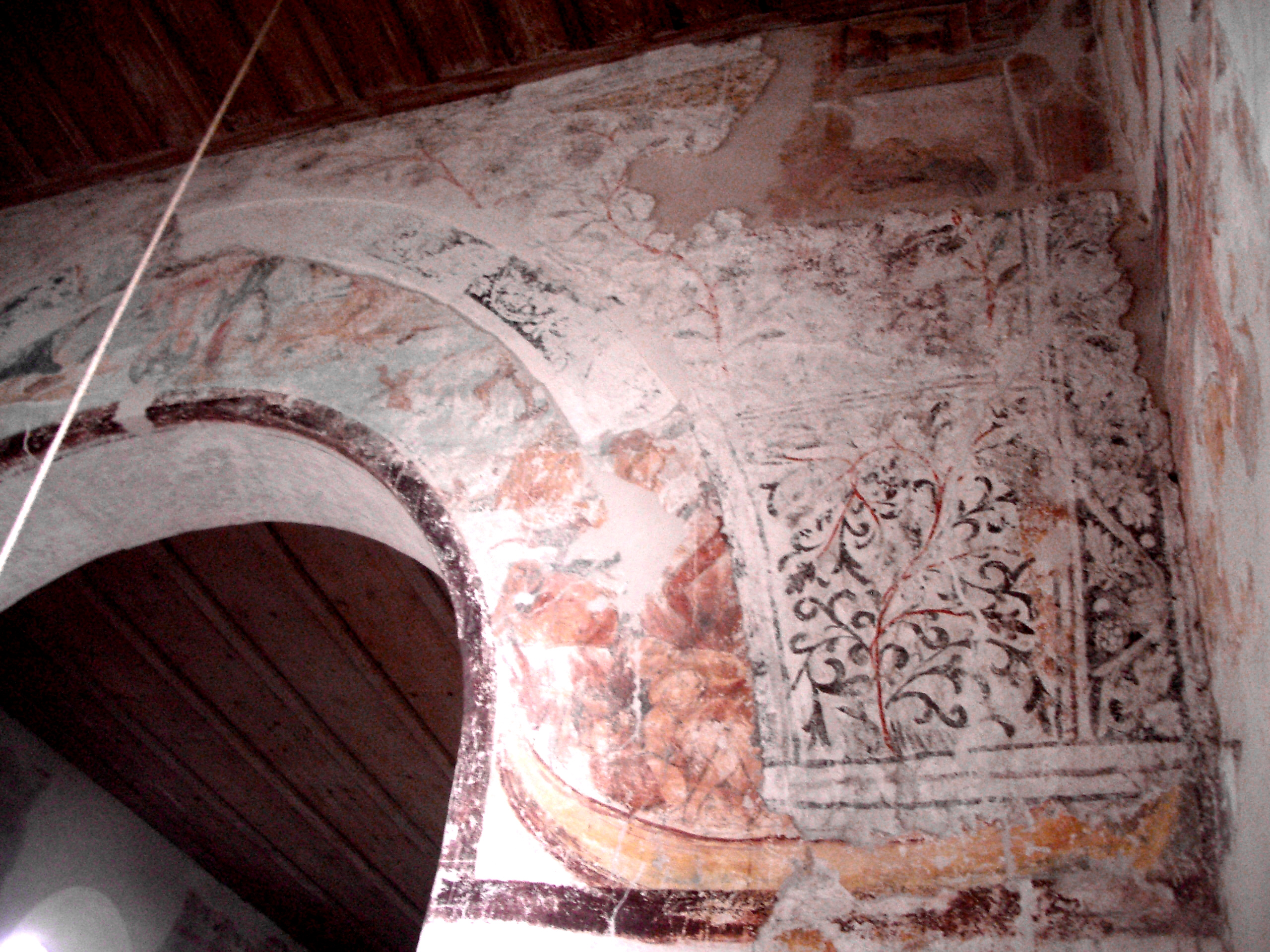
Rechter Chorbogen mit Stifter „Winidhere“

An der Ostwand, die sich in einem Bogen zum Chor öffnet, sind zwei Stifter abgebildet, das adelige Ehepaar Winidhere und Hilteburg, das in einem Ende des 9. oder spätesten Anfang des 10. Jahrhunderts zu datierenden Eintrag im Reichenauer Verbrüderungsbuch (Zürich, Zentralbibliothek,  Rh. hist 27, S. 7, Sp. D1) begegnet. Da als ursprünglicher Stifter der Kirche ein Graf Alpger identifiziert wurde, könnte es sich bei diesen Personen um die Stifter des großen Kirchenumbaus am Anfang oder Ende des 10. Jahrhunderts gehandelt haben.
In der Mittelachse war ursprünglich wohl analog zum Chor eine Christusfigur dargestellt, auf die beide Figuren bezogen sind. Jeder der beiden Stifterfiguren ist ein Kirchenpatron zugeordnet, der die Gabe entgegennimmt und die beiden sozusagen zum in der Mitte thronenden Christus hingeleitet. Links des Chorbogens ist eine weibliche Figur zu sehen, deren Name in der Inschrift als „IHLTEPVR[C]“ (Hilteburg) angegeben wird. Ihr steht Bischof Marcianus,  nach überholter Ansicht Martin von Tours, zur Seite, der seinen Kopf zu Christus hinneigt und zugleich Hilteburg führend und beschützend den Arm um die Schulter legt. Was sie ursprünglich als Opfergabe in Händen hielt, ist nicht mehr zu erkennen; es kann sich um ein Reliquiar gehandelt haben.
Rechts des Chorbogens sieht man in symmetrischer Stellung den männlichen Stifter „VVINIDHERE“ (Winidhere), der, sich leicht verneigend, ein kleines Kirchengebäude überreicht. Das Kirchenmodell ist mit vier Fenstern an der Längswand, Satteldach und Dachreiter sehr detailreich ausgearbeitet und ähnelt der Goldbacher Kapelle. Winidhere als Kirchenpatron zur Seite gestellt ist ein Heiliger, von dessen Name nur die Buchstaben CIANUS lesbar sind. Die ältere Forschung nahm an, dass es sich um den Heiligen Priscianus handeln muss, während nach neuestem Stand der erste Patron Marcianus gemeint sein dürfte. Die wohlhabende Familie Winidhere gehörte zum engsten Stifterkreis des Klosters Reichenau, in dessen Konvent zwischen 820 und 950 drei Mönche aus dieser Familie belegt sind. Die Heiligen sind, wie bei Stifterbildern der Zeit üblich, größer dargestellt als die Stifter selbst. Der untere Bereich des Chorbogens ist mit floralen Motiven übermalt worden.
Die Stifterbilder sind jüngeren Datums als die Inschrift Walahfrieds. Die ältere Forschung schloss aus der Darstellung, dass die Kapelle von dem Ehepaar Winidhere und Hilteburg gestiftet und mit Reliquien des Heiligen […]cianus ausgestattet wurde. Da das Kloster Reichenau 847 in den Besitz von Reliquien des Priscianus kam, wurde dieses Datum in der älteren Forschung als frühester Termin der Kirchengründung und der Heilige Priscian als erster Kirchenpatron angenommen. Das zweite Patrozinium galt in jedem Falle dem Hl. Martin von Tours.

### Leben Jesu

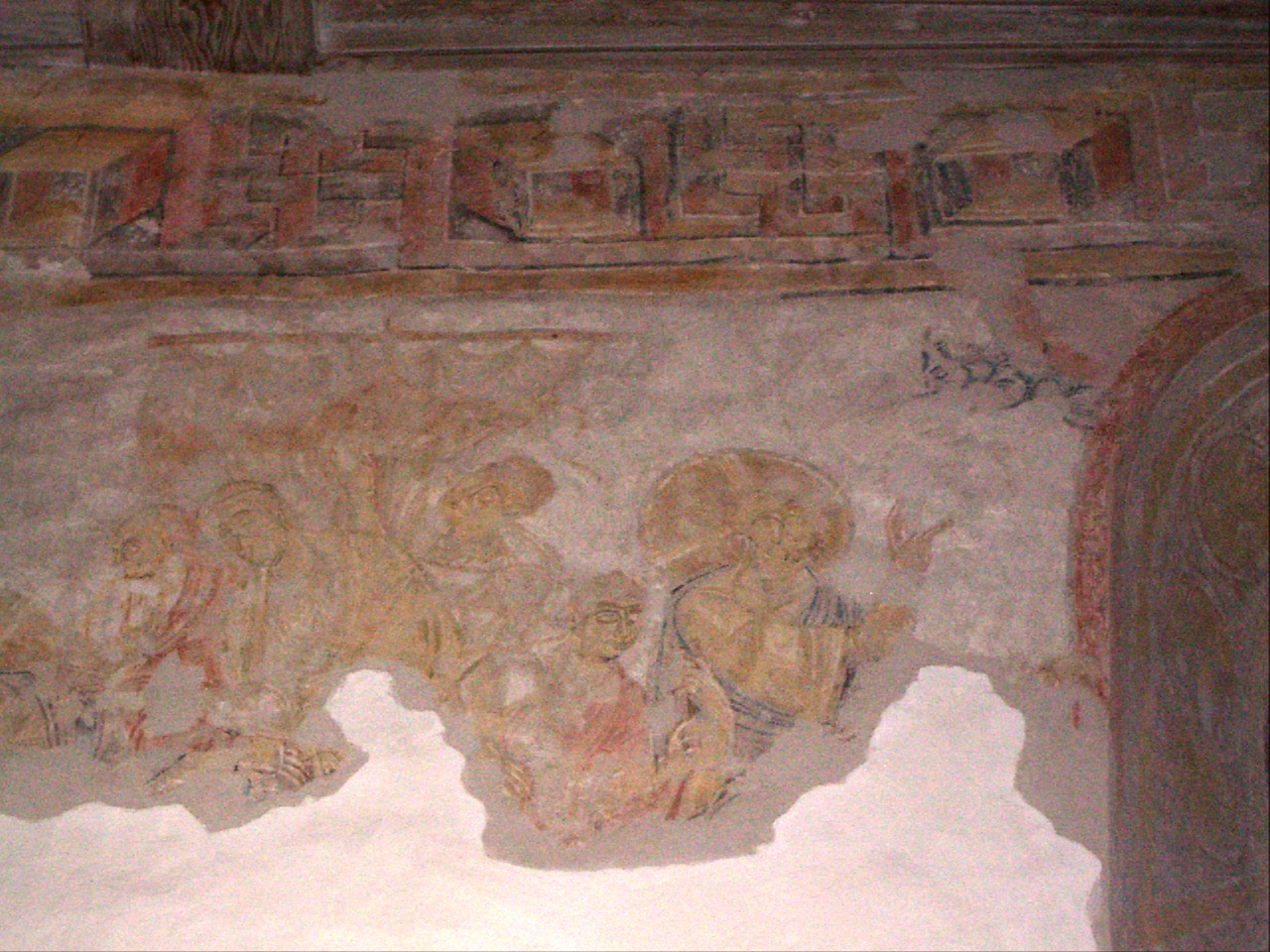
Der Sturm auf dem See. Nordwand, obere Bildreihe

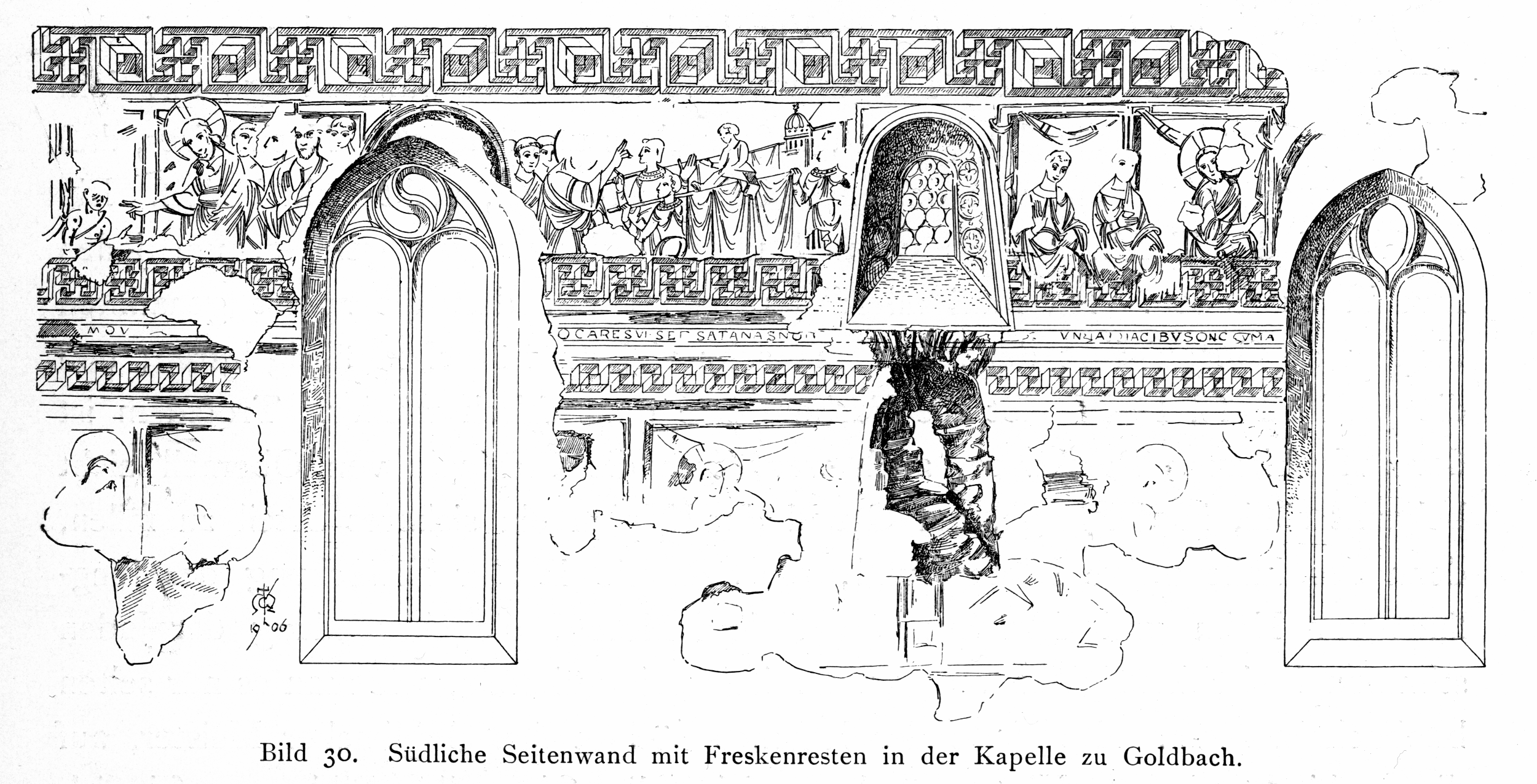
Die Fresken der Südwand (Zustand 1906)

Aus der zweiten Ausstattungsphase stammt ein Zyklus von ursprünglich 16 Szenen aus dem Leben Jesu. Davon sind vier gut erhalten, sechs weitere teilweise und sechs sind ganz verloren. Nord- und Südwand des Kirchenschiffs sind durch horizontale Mäander in zwei Bildzonen gegliedert. Auf jeder Seite fanden so zweimal vier Bilder Platz.
Obere Bildreihe im Uhrzeigersinn, beginnend an der Nordwand (1.–4.), dann auf der Südwand (5.–8.):
1. (zerstört)
2. Der Sturm auf dem See Genezareth
3. Die Heilung des Besessenen
4. (zerstört)
5. Heilung des Aussätzigen
6. Die Erweckung des Jünglings von Naim
7. Christus im Streitgespräch mit den Pharisäern
8. Die Heilung des Gichtbrüchigen
Untere Bildreihe im Uhrzeigersinn, beginnend an der Nordwand (9.–12.), dann auf der Südwand (13.–16.):
9.–12. (zerstört)
13. Die Heilung des Wassersüchtigen
14. Die Erweckung des Lazarus
15. Christus am Ölberg
16. (zerstört)
Die Motive der Wundertätigkeit Jesu (2, 3, 5, 6, 13, 14) sind auch in der Georgskirche in Oberzell zu finden. Kompositorisch ist vor allem das Bild mit dem Jüngling von Naim (2) mit der dortigen Darstellung sehr eng verwandt. Sie haben also wahrscheinlich eine gleiche Vorlage oder sind zumindest im gleichen Zeitraum entstanden. In St. Georg finden sich jedoch keine Passionsbilder. Dass ein Passionsbild (15) in Goldbach erhalten ist, wird von manchen als Hinweis gedeutet, dass ein ganzer Passionszyklus existierte. In jedem Falle ist das Goldbacher Bildprogramm um acht Bilder größer und umfasst neben den Wundern auch die Passion und die Predigttätigkeit Christi.

### Apostel
Der Chorraum ist an drei Seiten bemalt; ursprünglich war auch die Seite zum Kirchenschiff hin dekoriert. Die Ostwand zeigte ursprünglich Christus als Maiestas Domini, das Bild wurde jedoch beim Einbau der Chorfenster im 14. Jahrhundert zerstört. Links und rechts der Zentralfigur sitzen je sechs Apostel auf einer durchgehenden Bank. Zur Rechten Christi sitzen Petrus und – der später angebrachten Inschrift zufolge – Andreas, die übrigen vier Apostel sind nicht identifizierbar. Zu seiner Linken sind als Zweiter in der Reihe Johannes und als Fünfter Markus identifizierbar. Die übrigen sind nicht namentlich zuzuordnen. Die Apostel sind jeweils zu Zweiergruppen geordnet, die einander zugewandte Paare bilden.
Oberhalb und unterhalb der Figuren schließt die Bilderreihe mit einem perspektivischen Mäander ab. Der untere Bereich der Nord-, Ost- und Südwand ist durch jeweils drei gemalte Säulen gegliedert.

## Zugang zur Kapelle
Während der baden-württembergischen Landesgartenschau Überlingen 2021 war die Silvesterkapelle als Teil des „Uferparks“ bis Oktober des Jahres nur im Rahmen eines Gartenschau-Besuchs zugänglich.
Die Kapelle ist seitdem während der Sommermonate jeweils Montag, Mittwoch und Samstag von 11 bis 17 Uhr geöffnet.